# Beaumont-les-Nonains
 Beaumont-les-Nonains foi uma comuna francesa na região administrativa de Altos da França, no departamento de Oise. Estendia-se por uma área de 9.53 km². Em 2010 a comuna tinha 893 habitantes (densidade: 93,7 hab./km²).
Em 1 de janeiro de 2019, passou a formar parte da nova comuna de Les Hauts-Talican.